# Alchemilla alluaudi
Alchemilla alluaudi é uma espécie de rosácea do gênero Alchemilla, pertencente à família Rosaceae.